# キイロカナリア
キイロカナリア（学名：Crithagra flaviventris）は、スズメ目アトリ科に分類される鳥類の一種。

## 分布
アフリカ

## 形態
全長約13cm。